# Jolanta Banak
Jolanta Banak-Nowak (ur. 19 lutego 1956 w Lublinie) – polska aktorka teatralna, filmowa i telewizyjna, także pedagog.

## Życiorys
Absolwentka Wydziału Aktorskiego PWSFTviT w Łodzi (1981) oraz Podyplomowego Studium Wymowy Akademii Teatralnej w Warszawie (1997). Znana z wielu ról w filmach fabularnych i serialach telewizyjnych; odtwórczyni roli Lidii Martyniukowej w serialu Plebania. Ponadto prowadzi konsultacje z zakresu techniki i wyrazistości mowy przeznaczone dla menedżerów, polityków oraz dziennikarzy. Jest również wykładowcą w Zespole Państwowych Szkół Muzycznych II stopnia im. Fryderyka Chopina w Warszawie, gdzie prowadzi zajęcia z dykcji oraz fonetyki.
Jest jednym z pedagogów działających w Fundacji „Przyjaciele” i organizujących warsztaty wokalno-muzyczne.

## Teatr
Pracę aktorki teatralnej rozpoczęła na scenie Słupskiego Teatru Dramatycznego, gdzie pracowała w latach 1981-1983. Później związana była z teatrami łódzkimi – Studyjnym 83 im. Juliana Tuwima w latach 1983-1986 oraz Nowym (1986-1990). Współpracowała też (w latach 1989-1990) z Teatrem POSK w Londynie. Następnie krótko występowała w warszawskim Teatrze Rozmaitości (1990-1991).

### Spektakle teatralne (wybór)

#### Słupski Teatr Dramatyczny
- 1981 – Pamiętnik z powstania warszawskiego (monodram, reż. Paweł Nowicki)
- 1982 – Alicja w krainie czarów jako Gąsienica, Legumina, Ogrodnik-malarz siódemka, Żółw (reż. P. Nowicki)
- 1982 – Wykład o Witkacym jako Zabawnisia (reż. Jowita Pieńkiewicz)
- 1982 – Don Juan (reż. P. Nowicki)
- 1983 – Baba-Dziwo jako Ninika (reż. J. Pieńkiewicz)
- 1983 – Apetyt na czereśnie jako Kobieta (reż. Marta Bochenek)
- 1983 – Mały Książę jako Kometa; Kobieta (reż. Andrzej Mellin)
- 1983 – Kordian jako Laura; Violetta (reż. Zbigniew Mich)

#### Teatr Studyjny’83 im. J. Tuwima, Łódź
- 1984 – Kordian jako Laura; Violetta (reż. Z. Mich)
- 1984 – Apetyt na czereśnie (reż. M. Bochenek)
- 1985 – Przypisy do „Biesów” jako Maria Timofiejewna Liebiadkin (reż. P. Nowicki)
- 1986 – Idiota jako Warwara Ardalionowna Iwołgin (reż. Krzysztof Rościszewski)

#### Teatr Nowy, Łódź
- 1987 – Doktor Faustus jako Księżna Vanholt; Helena (reż. Z. Mich)
- 1988 – Medea jako Przodownica chóru (reż. Zygmunt Hübner)
- 1988 – Horsztyński jako Maryna (reż. Włodzimierz Nurkowski)

#### Teatr Telewizji
- 1989 – Cyganeria warszawska jako Andzia (reż. K. Rościszewski)
- 1989 – Małżeństwo Marii Kowalskiej jako Matka (reż. Piotr Cieślak)

## Filmografia
- 1981: Hamadria
- 1992: Enak
- 1994: Ptaszka – „organizatorka kursów”
- 1996: Wezwanie – prokurator
- 1996: Wirus – pielęgniarka
- 1996: Awantura o Basię (odc. 5)
- 1998–2001, 2018–2019: Klan – pielęgniarka Zofia Mrozek
- 2004: Pensjonat pod Różą – pracownica banku (odc. 6)
- 2004: Na Wspólnej – Jola (odc. 314)
- 2005–2010: Plebania – Lidia Martyniukowa
- 2006: Kopciuszek – sprzedawczyni (odc. 5)
- 2006: Na Wspólnej – kobieta (odc. 732)
- 2010: Na dobre i na złe – Wiesława Banasik (odc. 419)
- 2013: Syberiada polska – żona cieśli
- 2014: Na sygnale – żona Józefa (odc. 45)
- 2014: M jak miłość – Helenka, sekretarka wójta (odc. 1083, 1087)
- 2014–2017: Klan – pracownica ośrodka adopcyjnego
- 2015: Na Wspólnej – sprzątaczka (odc. 2172, 2175)
- 2018: Na Wspólnej – matka Irka (odc. 2768, 2787)
- 2019: Ślad – Maria Żołędziewska (odc. 63)
- 2021: Wojenne dziewczyny – babcia Oli (odc. 46)
- 2021: Na sygnale – Krystyna (odc. 320)
- 2021: Pajęczyna – kasjerka na poczcie (odc. 1)
- 2022: Leśniczówka – Sicińska (odc. 504, 505)
- 2022: Barwy szczęścia – kobieta (odc. 2554)
- 2022: Krakowskie potwory – marchołt (odc. 2)
- 2022: Na dobre i na złe – sąsiadka (odc. 840)
- 2022: Tajemnica zawodowa 2 – Dominika Kozieradzka (odc. 5)
- 2024: Spadek – Katarzyna, babcia Gustawa
- 2024: Powrót do życia – Ela Borek, matka Laury